# SEMA (revista)
SEMA foi uma revista dedicada às artes e letras, de publicação trimestral, editada entre 1979 e 1982, em Lisboa. Sob Direcção e Propriedade de João Miguel Barros e Maria José Freitas, a publicação assumiu particular relevância no panorama da cultura e artes visuais do período do pós 25 de Abril.
Teve como colaboradores literários e artísticos, entre outros, Al Berto, Alberto Carneiro, Almada Negreiros, Almeida Faria, Álvaro Lapa, Ana Hatherly, Angel Crespo, António Areal, António Barahona da Fonseca, António Luís Moita, António Maria Lisboa, António Osório, António Ramos Rosa, Carlos Eurico da Costa, Cruzeiro Seixas, Eduarda Chiote, Egito Gonçalves, Ernesto de Sousa, Eugénio de Andrade, Fernando Guimarães, Fernando Martinho, Helder Moura Pereira, João Miguel Fernandes Jorge, João Vieira, Jorge Listopad, Jorge de Sena, José-Augusto França, José Barrias, José Bento, José Luís Porfírio, Julião Sarmento, Júlio, Ledo Ivo, Luís Miguel Nava, Luís de Miranda Rocha, Maria Ondina Braga, Mário Cláudio, Mário Henrique Leiria, Miguel Esteves Cardoso, E. M. de Melo e Castro, Nuno Júdice, Paula Morão, Pedro de Andrade, Pedro Oom, Raul de Carvalho, Rocha de Sousa, Salette Tavares, Vasco e Vítor Silva Tavares.
O primeiro número (Primavera 1979) foi dedicado às vanguardas e ao surrealismo em Portugal, com colaborações de Ana Hatherly, Ernesto Melo e Castro, Cruzeiro Seixas, Ernesto de Sousa e Eugénio de Andrade, entre outros. O segundo número (Verão 1979) debate cultura e contracultura, com a participação de Alberto Carneiro, Jorge de Sena, Miguel Esteves Cardoso e Manuel Hermínio Monteiro (o então editor da Assírio & Alvim), entre outros. O terceiro número (Outono 1979) é dedicado às revistas de artes & letras com nomes como António Ramos Rosa e Al Berto. O quarto e último número (Maio 1982) é tão rico em colaborações e perspectivas actuais da cultura portuguesa, que pode ser considerado um estado da arte no início da década de 1980.
O encerramento da revista, em Maio de 1982, foi celebrado com um exposição de artes visuais intitulada "Desenhos?" complementada com a instalação da peça de grande escala "Urraca, a serpente voadora" de José Nuno da Câmara Pereira, na fachada da sede da “Mobil Portuguesa” (Rua Castilho, Lisboa).
A colecção completa desta publicação é bastante rara. Por ocasião do fim do projecto, foi feita uma edição limitada com caixa-estojo, cada uma intervencionada com um trabalho original de um artista, entre os quais António Campos Rosado, António Sena e Manuel Rosa.
A 23 de Maio de 2018, João Miguel Barros participou no Colóquio “Das Revistas: Voltar a Ver”, organizado pela Faculdade de Belas-Artes da Universidade de Lisboa e pela Faculdade de Ciências Sociais e Humanas da Universidade Nova de Lisboa. Na ocasião, o co-fundador da Sema assumiu o compromisso de trazer à revista um novo nível de acessibilidade, através da publicação online dos cinco números digitalizados.
Foi com este ímpeto que, em Junho de 2019, o site￼￼ www.revistasema.pt nasceu, para que mais possam "testemunhar (a várias mãos, através de diferentes olhares) a leitura do panorama artístico, literário, ensaístico e conceptual do tempo que lhe foi coetâneo, um tempo que se abre, hoje, no domínio do pensamento e da análise da expressão artística e textual, a novas releituras e reflexões." Na mesma data, foi também lançada a página de facebook da revista.